# Convolvulus equitans
Convolvulus equitans är en vindeväxtart som beskrevs av George Bentham. Convolvulus equitans ingår i släktet vindor, och familjen vindeväxter. Inga underarter finns listade i Catalogue of Life.